# Beeld voor beeld
Beeld voor Beeld is een documentaire-filmfestival over culturele diversiteit.
De films die op Beeld voor Beeld worden vertoond, hebben met elkaar gemeen dat de makers langdurig in de gefilmde omgeving hebben doorgebracht. Ze hebben een andere cultuur leren kennen en een vertrouwensrelatie opgebouwd met de mensen die ze filmen. Deze werkwijze sluit aan op de visuele antropologie.
Het festival vindt doorgaans plaats in Amsterdam met vertoningen in EYE en Tropentheater. Verder worden discussies georganiseerd in samenwerking met de Universiteit van Amsterdam en Universiteit Leiden
Het festival kent sinds enige jaren ook een Colombiaanse versie te Bogota.